# Gérard Azoulay
Gérard Azoulay (né en 1957 à Marseille) est un astrophysicien et un responsable d'institution culturelle. Depuis 2000, il est responsable de l'Observatoire de l'Espace, le laboratoire culturel du CNES, l'agence spatiale française. 

## Carrière
Il rejoint en 1988 la direction des programmes du Centre national d'études spatiales comme responsable des programmes en physique des plasmas. Son intérêt pour les questions culturelles liées à la science et son parcours au sein du CNES l’amènent ensuite à être nommé, en 1997, auprès du Directeur des Relations Extérieures pour développer de nouveaux concepts de communication, puis, en 1998, auprès du Directeur Général adjoint chargé de la stratégie afin de développer une politique relationnelle avec les collectivités territoriales.  
Depuis 2000, il dirige l'Observatoire de l'Espace qui élabore et met en œuvre la politique culturelle du CNES, tout en s'impliquant dans la création artistique dans l'espace. À ce titre, il est responsable de la rédaction des revues Espace(s) et Strate(s), a dirigé la publication d’ouvrages à la croisée des arts et des sciences et été directeur artistique du festival Sidération ainsi que d’événements produits au CNES pour les Journées européennes du patrimoine et Nuit Blanche. 

## Action culturelle
Gérard Azoulay contribue régulièrement à des projets élaborés dans le giron d’autres institutions, musées, galeries et lieux culturels. Il collabore ainsi avec l’INA en 2005 pour l’édition d’une anthologie sonore de l’aventure spatiale à partir de sources francophones et dirige un hors série d’Artpress avec Christophe Kihm, chercheur et critique d’art, en 2017, autour des images de l’Espace, de leur production et de leur réception. 
Il assure également le commissariat d’expositions, en collaboration avec d’autres acteurs du secteur culturel, telles L’Espace des métamorphoses, Biennale Internationale de céramique contemporaine (Vallauris, 2012), ou Gravité Zéro aux Abattoirs, Musée – Frac Occitanie Toulouse avec Isabelle Ténèze, directrice des Abattoirs (Toulouse, 2018). 
Il est par ailleurs sollicité pour des publications collectives, par exemple C’est l’Espace, co-dirigé avec Dominique Pestre (Gallimard, 2011). En 2021, il a écrit une postface à un ouvrage sur la chorégraphe Kitsou Dubois et son travail autour de l’impesanteur, ainsi qu’un texte dans le catalogue d’une exposition sur l’artiste Abu Bakarr Mansaray à la Cité des sciences et de l'industrie. 
Enfin, il partage la direction artistique du collectif musical des Voyageurs de l’Espace avec le violoncelliste Didier Petit,. Depuis 2009, ils ont créé plusieurs spectacles dont, en 2019, l’oratorio spatial Vox Mundi.